# Llista de les Dones
Llista de Dones (islandès Samtök um kvennalista) fou un partit polític d'Islàndia d'orientació feminista creat el 1983 i que va obtenir certa representació a l'Alþingi.
El 1998 es va integrar dins l'Aliança Socialdemòcrata, encara que molts membres rebutjaren aquesta unió i acabaren integrant-se en el Moviment d'Esquerra-Verd. Ingibjörg Sólrún Gísladóttir, dirigent de l'Aliança i ministre d'afers exteriors, en fou un dels principals membres del partit i antiga alcalde de Reykjavík.

## Resultats electorals
| Any  | Vots   | %    | Escons | +/– | Pos. | Govern   |
| ---- | ------ | ---- | ------ | --- | ---- | -------- |
| 1983 | 7,125  | 5.5  | 3 / 60 | Nou | 6è   | Oposició |
| 1987 | 15,470 | 10.1 | 6 / 63 | 3   | = 6è | Oposició |
| 1991 | 13,069 | 8.3  | 5 / 63 | 1   | 5è   | Oposició |
| 1995 | 8,031  | 4.9  | 3 / 63 | 2   | 6è   | Oposició |

## Membres de l'Alþingi
- Anna Ólafsdóttir Björnsson (1989-1995)
- Danfríður Skarphéðinsdóttir (1987-1991)
- Guðrún Agnarsdóttir (1983-1990)
- Jóna Valgerður Kristjánsdóttir (1991-1995)
- Kristín Ástgeirsdóttir (1991-1999)
- Kristín Einarsdóttir (1987-1995)
- Kristín Halldórsdóttir (1983-1989, 1995-1999)
- Málmfríður Sigurðardóttir (1987-1991)
- Þórhildur Þorleifsdóttir (1987-1991)
- Þórunn Sveinbjarnardóttir (temporalment el 1996)